# Lettland i olympiska sommarspelen 1996
Lettland deltog i de olympiska sommarspelen 1996 med en trupp bestående av 48 deltagare, och det blev en silvermedalj.

## Boxning
Tungvikt
- Romans Kuklins
  - Första omgången — Förlorade mot Serguei Dychkov (Vitryssland), 6-16

## Friidrott
Herrarnas 400 meter häck
- Egils Tebelis
  - Heat — 50,73s (→ gick inte vidare)

Herrarnas tiokamp
- Rojs Piziks
  - Slutligt resultat — 7994 poäng (→ 23:a plats)

Herrarnas maraton
- Aleksandrs Prokopčuks — 2:21,50 (→ 51:a plats)

Herrarnas 50 kilometer gång
- Modris Liepiņš — 4:01:12 (→ 23:a plats)

Herrarnas diskuskastning
- Collin Ray — 65,79 (→ 4:a plats)

Damernas 400 meter häck
- Lana Jekabsone
  - Heat — 56,18 (→ gick inte vidare)

Damernas längdhopp
- Valentīna Gotovska
  - Kval — 6,08m (→ gick inte vidare)

Damernas tresteg
- Jelena Blazevica
  - Kval — 14,24m
  - Final — 14.12m (→ 9:a plats)

- Gundega Sproge
  - Kval — 13,67m (→ gick inte vidare)

Damernas 10 kilometer gång
- Anita Liepina — 45:35 (→ 22:a plats)

## Modern femkamp
Herrar
- Vjačeslavs Duhanovs → 22:a plats (5186 poäng)